# Copa Mundial Femenina de Fútbol Sub-17 de 2012
La Copa Mundial Femenina Sub-17 de la FIFA Azerbaiyán 2012 (Qadin Fútbol üzrə Dünya çempionati U-17 2012, en azerí) fue la III edición de la Copa Mundial Femenina de Fútbol Sub-17. La competición se celebró en Azerbaiyán entre el 23 de septiembre y el 13 de octubre de 2012, siendo la primera competición de la FIFA disputada en este país.
El campeonato estuvo compuesto de dos fases: en la primera, se conformaron cuatro grupos de cuatro equipos cada uno, avanzando a la siguiente ronda los dos mejores de cada grupo. Los ocho clasificados se enfrentarán posteriormente en partidos eliminatorios, hasta llegar a los dos equipos que disputaron la final en el Estadio Tofiq Bəhramov, con capacidad para 30.000 personas. Solo futbolistas nacidas a partir del 1 de enero de 1995 serán elegibles para la competición.

## Formato de competición
Los 16 equipos que participan en la fase final se dividen en cuatro grupos de cuatro equipos cada uno. Dentro de cada grupo se enfrentan una vez entre sí, mediante el sistema de todos contra todos. Según el resultado de cada partido se otorgan tres puntos al ganador, un punto a cada equipo en caso de empate, y ninguno al perdedor.
Pasan a la siguiente ronda los dos equipos de cada grupo mejor clasificados. El orden de clasificación se determina teniendo en cuenta los siguientes criterios, en orden de preferencia:
1. El mayor número de puntos obtenidos teniendo en cuenta todos los partidos del grupo
2. La mayor diferencia de goles teniendo en cuenta todos los partidos del grupo
3. El mayor número de goles a favor anotados teniendo en cuenta todos los partidos del grupo

Si dos o más equipos quedan igualados según las pautas anteriores, sus posiciones se determinarán mediante los siguientes criterios, en orden de preferencia:
1. El mayor número de puntos obtenidos en los partidos entre los equipos en cuestión
2. La diferencia de goles teniendo en cuenta los partidos entre los equipos en cuestión
3. El mayor número de goles a favor anotados por cada equipo en los partidos disputados entre los equipos en cuestión
4. Sorteo del comité organizador de la Copa Mundial

La segunda ronda incluye todas las fases desde los octavos de final hasta la final. Mediante el sistema de eliminación directa se clasifican los dos semifinalistas. Los equipos perdedores de las semifinales juegan un partido por el tercer y cuarto puesto, mientras que los ganadores disputan el partido final, donde el vencedor obtiene el título.
Si después de los 90 minutos de juego el partido se encuentra empatado se juega un tiempo suplementario de dos etapas de 15 minutos cada una. Si el resultado sigue empatado tras esta prórroga, el partido se define por el procedimiento de tiros desde el punto penal.

## Equipos participantes
En cursiva, los equipos debutantes.
| Clasificatorias | Clasificatorias | Clasificatorias | Clasificatorias | Clasificatorias | Clasificatorias |
| --------------- | --------------- | --------------- | --------------- | --------------- | --------------- |
| África          | Asia            | Europa          | Norteamérica    | Oceanía         | Sudamérica      |

| Equipos participantes | Equipos participantes | Equipos participantes | Equipos participantes |
| --------------------- | --------------------- | --------------------- | --------------------- |
| Azerbaiyán            | Colombia              | Ghana                 | Nueva Zelanda         |
| Brasil                | Corea del Norte       | Japón                 | Uruguay               |
| Canadá                | Estados Unidos        | México                | Alemania              |
| China                 | Gambia                | Nigeria               | Francia               |

## Organización

### Sedes
El torneo se llevará a cabo en dos ciudades: Bakú, la capital y ciudad más poblada del país y Lankaran, ubicada en la costa del mar Caspio.
| Azerbaiyán             | Azerbaiyán        | Azerbaiyán       | Azerbaiyán            |
| ---------------------- | ----------------- | ---------------- | --------------------- |
| Bakú                   | Bakú Lankaran     | Bakú Lankaran    | Lankaran              |
| Dalga Arena            | Bakú Lankaran     | Bakú Lankaran    | Lankaran City Stadium |
| Capacidad: 6.700       | Bakú Lankaran     | Bakú Lankaran    | Capacidad: 15.000     |
|                        | Bakú Lankaran     | Bakú Lankaran    |                       |
| Bakú                   |                   |                  |                       |
| Estadio Tofiq Bəhramov | Estadio 8 km      | Shafa Stadium    | Estadio Bayil         |
| Capacidad: 30.000      | Capacidad: 10.000 | Capacidad: 7.600 | Capacidad: 3.200      |
|                        |                   |                  |                       |

### Lista de árbitras
| AFC - Japón, Etsuko Fukano - Corea del Norte, Ri Hyang-ok CAF - Togo, Aissata Amegee Conmebol - Uruguay, Claudia Umpiérrez | Concacaf - México, Alondra Arellano - Barbados, Gillian Martindale - Jamaica, Cardella Samuels OFC - Fiyi, Finau Vulivuli | UEFA - República Checa, Jana Adámková - Hungría, Katalin Kulcsár - Ucrania, Kateryna Monzul - Escocia, Morag Pirie - Polonia, Karolina Radzik-Johan - Italia, Carina Vitulano |

## Resultados
Todos los horarios se presentan en hora local (UTC+5). 
- Leyenda: Pts: Puntos; PJ: Partidos jugados; PG: Partidos ganados; PE: Partidos empatados; PP: Partidos perdidos; GF: Goles a favor; GC: Goles en contra; Dif: Diferencia de goles.

### Primera fase

#### Grupo A
| Equipo     | Pts | PJ | PG | PE | PP | GF | GC | Dif |
| ---------- | --- | -- | -- | -- | -- | -- | -- | --- |
| Nigeria    | 7   | 3  | 2  | 1  | 0  | 15 | 1  | 14  |
| Canadá     | 7   | 3  | 2  | 1  | 0  | 3  | 1  | 2   |
| Colombia   | 3   | 3  | 1  | 0  | 2  | 4  | 4  | 0   |
| Azerbaiyán | 0   | 3  | 0  | 0  | 3  | 0  | 16 | -16 |

| 22 de septiembre de 2012, 17:00 | Nigeria    | 1:1 (0:0) | Canadá           | Tofig Bahramov Stadium, Bakú          |                                       |
|                                 | Ihezuo 81' | Reporte   | Pierre-Louis 63' | Árbitro(s): Kateryna Monzul (Ucrania) | Árbitro(s): Kateryna Monzul (Ucrania) |

| 22 de septiembre de 2012, 20:00 | Azerbaiyán | 0:4 (0:3) | Colombia                                        | Tofig Bahramov Stadium, Bakú                                      |                                                                   |
|                                 |            | Reporte   | Castillo 17', 20' · Maldonado 44' · Aguirre 73' | Asistencia: 30.250 espectadores Árbitro(s): Etsuko Fukano (Japón) | Asistencia: 30.250 espectadores Árbitro(s): Etsuko Fukano (Japón) |

| 25 de septiembre de 2012, 14:00 | Colombia | 0:1 (0:0) | Canadá     | Shafa Stadium, Bakú                                                 |                                                                     |
|                                 |          | Reporte   | Clarke 51' | Asistencia: 4.729 espectadores Árbitro(s): Carina Vitulano (Italia) | Asistencia: 4.729 espectadores Árbitro(s): Carina Vitulano (Italia) |

| 25 de septiembre de 2012, 17:00 | Azerbaiyán | 0:11 (0:7) | Nigeria                                                                                    | Lankaran Stadium, Lankaran                                            |                                                                       |
|                                 |            | Reporte    | Ihezuo 5', 32', 37', 56', 70' · Ayinde 8', 24' · Biahwo 20', 74' · Yakubu 22' · Bokiri 68' | Asistencia: 10.827 espectadores Árbitro(s): Alondra Arellano (México) | Asistencia: 10.827 espectadores Árbitro(s): Alondra Arellano (México) |

| 29 de septiembre de 2012, 20:00 | Canadá        | 1:0 (0:0) | Azerbaiyán | Dalga Arena, Bakú                                            |                                                              |
|                                 | Sanderson 48' | Reporte   |            | Asistencia: 5.000 espectadores Árbitro(s): Claudia Umpiérrez | Asistencia: 5.000 espectadores Árbitro(s): Claudia Umpiérrez |

| 29 de septiembre de 2012, 20:00 | Colombia | 0:3 (0:1) | Nigeria                             | Bayil Stadium, Bakú                                                   |                                                                       |
|                                 |          | Reporte   | Ayinde 32', 75' · Duarte 80' (a.g.) | Asistencia: 2.500 espectadores Árbitro(s): Cardella Samuels (Jamaica) | Asistencia: 2.500 espectadores Árbitro(s): Cardella Samuels (Jamaica) |

#### Grupo B
| Equipo          | Pts | PJ | PG | PE | PP | GF | GC | Dif |
| --------------- | --- | -- | -- | -- | -- | -- | -- | --- |
| Corea del Norte | 5   | 3  | 1  | 2  | 0  | 13 | 2  | 11  |
| Francia         | 5   | 3  | 1  | 2  | 0  | 11 | 3  | 8   |
| Estados Unidos  | 5   | 3  | 1  | 2  | 0  | 7  | 1  | 6   |
| Gambia          | 0   | 3  | 0  | 0  | 3  | 2  | 27 | -25 |

| 22 de septiembre de 2012, 13:00 | Corea del Norte | 11:0 (6:0) | Gambia | 8 km Stadium, Bakú                                                  |                                                                     |
|                                 | Yun Gyong 18' · Un Sim 19', 31', 34' (pen.) · Kyong Hyang 20', 63', 77' · Phyong 44' · So Hyang 68' · Hyang Sim 87', 90+1' | Reporte    |        | Asistencia: 9.000 espectadores Árbitro(s): Carina Vitulano (Italia) | Asistencia: 9.000 espectadores Árbitro(s): Carina Vitulano (Italia) |

| 22 de septiembre de 2012, 15:00 | Francia | 0:0     | Estados Unidos | Lankaran Stadium, Lankaran                                   |                                                              |
|                                 |         | Reporte |                | Asistencia: 8.100 espectadores Árbitro(s): Claudia Umpiérrez | Asistencia: 8.100 espectadores Árbitro(s): Claudia Umpiérrez |

| 25 de septiembre de 2012, 14:00 | Francia   | 1:1 (0:0) | Corea del Norte | Dalga Arena, Bakú                                                        |                                                                          |
|                                 | Diani 60' | Reporte   | Un Sim 59'      | Asistencia: 4.200 espectadores Árbitro(s): Gillian Martindale (Barbados) | Asistencia: 4.200 espectadores Árbitro(s): Gillian Martindale (Barbados) |

| 25 de septiembre de 2012, 17:00 | Estados Unidos                                                                    | 6:0 (1:0) | Gambia | Dalga Arena, Bakú                                                |                                                                  |
|                                 | Green 25' (pen.), 71' · Munerlyn 46' · Jarju 61' (a.g.) · Stanton 83' · Payne 86' | Reporte   |        | Asistencia: 4.200 espectadores Árbitro(s): Etsuko Funako (Japón) | Asistencia: 4.200 espectadores Árbitro(s): Etsuko Funako (Japón) |

| 29 de septiembre de 2012, 17:00 | Gambia                  | 2:10 (0:3) | Francia | Dalga Arena, Bakú                                                |                                                                  |
|                                 | Bah 48' · Sissohore 69' | Reporte    | Cousin 11', 81' · Sanneh 25' (a.g.) · Declercq 35', 78', 85' · Gherbi 53' · Diani 71' · Mbock Bathy 79' · Bojang 90' (a.g.) | Asistencia: 5.000 espectadores Árbitro(s): Finau Vulivuli (Fiyi) | Asistencia: 5.000 espectadores Árbitro(s): Finau Vulivuli (Fiyi) |

| 29 de septiembre de 2012, 17:00 | Estados Unidos | 1:1 (1:1) | Corea del Norte | Bayil Stadium, Bakú                                                  |                                                                      |
|                                 | Jenkins 2'     | Reporte   | Un Sim 4'       | Asistencia: 2.500 espectadores Árbitro(s): Katalin Kulcsar (Hungría) | Asistencia: 2.500 espectadores Árbitro(s): Katalin Kulcsar (Hungría) |

#### Grupo C
| Equipo        | Pts | PJ | PG | PE | PP | GF | GC | Dif |
| ------------- | --- | -- | -- | -- | -- | -- | -- | --- |
| Japón         | 9   | 3  | 3  | 0  | 0  | 17 | 0  | 17  |
| Brasil        | 6   | 3  | 2  | 0  | 1  | 5  | 8  | -3  |
| México        | 3   | 3  | 1  | 0  | 2  | 1  | 10 | -9  |
| Nueva Zelanda | 0   | 3  | 0  | 0  | 3  | 3  | 8  | -5  |

| 23 de septiembre de 2012, 15:00 | México    | 1:0 (1:0) | Nueva Zelanda | Bayil Estadio, Bakú                                                        |                                                                            |
|                                 | Pérez 36' | Reporte   |               | Asistencia: 1.900 espectadores Árbitro(s): Jana Adamkova (República Checa) | Asistencia: 1.900 espectadores Árbitro(s): Jana Adamkova (República Checa) |

| 23 de septiembre de 2012, 18:00 | Brasil | 0:5 (0:2) | Japón                                           | Bayil Estadio, Bakú                                                  |                                                                      |
|                                 |        | Reporte   | Masuya 2', 17' · Narumiya 49', 67' · Sugita 63' | Asistencia: 1.900 espectadores Árbitro(s): Katalin Kulcsar (Hungría) | Asistencia: 1.900 espectadores Árbitro(s): Katalin Kulcsar (Hungría) |

| 26 de septiembre de 2012, 17:00 | México | 0:1 (0:0) | Brasil     | 8 km Stadium, Bakú                                                   |                                                                      |
|                                 |        | Reporte   | Byanca 82' | Asistencia: 7.000 espectadores Árbitro(s): Kateryna Monzul (Ucrania) | Asistencia: 7.000 espectadores Árbitro(s): Kateryna Monzul (Ucrania) |

| 26 de septiembre de 2012, 20:00 | Nueva Zelanda | 0:3 (0:0) | Japón                                     | 8 km Stadium, Bakú                                                    |                                                                       |
|                                 |               | Reporte   | Hasegawa 60' , 78' · Sumida 90+3 ' (pen.) | Asistencia: 7.000 espectadores Árbitro(s): Cardella Samuels (Jamaica) | Asistencia: 7.000 espectadores Árbitro(s): Cardella Samuels (Jamaica) |

| 30 de septiembre de 2012, 14:00 | Japón | 9:0 (5:0) | México | Shafa Stadium, Bakú                                              |                                                                  |
|                                 | Shimizu 8' · Narumiya 18' (pen.) · Shiraki 22', 29' · A. Inoue 28', 56' · Sugita 69' · Momiki 79' · Nakamura 86' | Reporte   |        | Asistencia: 3.000 espectadores Árbitro(s): Morag Pirie (Escocia) | Asistencia: 3.000 espectadores Árbitro(s): Morag Pirie (Escocia) |

| 30 de septiembre de 2012, 14:00 | Nueva Zelanda                                     | 3:4 (2:3) | Brasil                                                    | 8 km Stadium, Bakú                                                       |                                                                          |
|                                 | Jensen 4' · Ana Clara 45+1' (a.g.) · Puketapu 77' | Reporte   | Byanca 10' · Brena 26' · Andressa 35' (pen.) · Camila 55' | Asistencia: 8.857 espectadores Árbitro(s): Ri Hyang Ok (Corea del Norte) | Asistencia: 8.857 espectadores Árbitro(s): Ri Hyang Ok (Corea del Norte) |

#### Grupo D
| Equipo   | Pts | PJ | PG | PE | PP | GF | GC | Dif |
| -------- | --- | -- | -- | -- | -- | -- | -- | --- |
| Alemania | 7   | 3  | 2  | 1  | 0  | 8  | 4  | 4   |
| Ghana    | 6   | 3  | 2  | 0  | 1  | 8  | 2  | 6   |
| China    | 4   | 3  | 1  | 1  | 1  | 5  | 3  | 2   |
| Uruguay  | 0   | 3  | 0  | 0  | 3  | 2  | 14 | -12 |

| 23 de septiembre de 2012, 15:00 | Ghana       | 1:2 (0:2) | Alemania              | Dalga Arena, Bakú                     |                                       |
|                                 | Ayieyam 80' | Reporte   | Beil 13' · Bremer 19' | Árbitro(s): Alondra Arellano (México) | Árbitro(s): Alondra Arellano (México) |

| 23 de septiembre de 2012, 18:00 | Uruguay | 0:4 (0:3) | China                                                | Dalga Arena, Bakú                                                |                                                                  |
|                                 |         | Reporte   | Tang Jiali 23' · Chen Zhang 34', 41' · Yueyun Lu 79' | Asistencia: 3.000 espectadores Árbitro(s): Morag Pirie (Escocia) | Asistencia: 3.000 espectadores Árbitro(s): Morag Pirie (Escocia) |

| 26 de septiembre de 2012, 17:00 | Uruguay | 0:5 (0:3) | Ghana                                                     | Bayil Stadium, Bakú                                                      |                                                                          |
|                                 |         | Reporte   | Ayieyam 8' · Okyere 24'. 79' · Ahialey 45' · Alhassan 78' | Asistencia: 2.600 espectadores Árbitro(s): Ri Hyang Ok (Corea del Norte) | Asistencia: 2.600 espectadores Árbitro(s): Ri Hyang Ok (Corea del Norte) |

| 26 de septiembre de 2012, 20:00 | China          | 1:1 (1:0) | Alemania       | Bayil Stadium, Bakú                                              |                                                                  |
|                                 | Miao Siwen 12' | Reporte   | Kießling 90+4' | Asistencia: 2.600 espectadores Árbitro(s): Aissata Amegee (Togo) | Asistencia: 2.600 espectadores Árbitro(s): Aissata Amegee (Togo) |

| 30 de septiembre de 2012, 17:00 | Alemania                                                      | 5:2 (1:1) | Uruguay         | Lankaran Stadium, Lankaran                                               |                                                                          |
|                                 | Däbritz 14', 64' · Knaak 48' · Kießling 65' · Beck 80' (pen.) | Reporte   | Badell 42', 87' | Asistencia: 8.610 espectadores Árbitro(s): Gillian Martindale (Barbados) | Asistencia: 8.610 espectadores Árbitro(s): Gillian Martindale (Barbados) |

| 30 de septiembre de 2012, 17:00 | China | 0:2 (0:1) | Ghana            | 8 km Stadium, Bakú                                                         |                                                                            |
|                                 |       | Reporte   | Ayieyam 18', 88' | Asistencia: 8.857 espectadores Árbitro(s): Jana Adamkova (República Checa) | Asistencia: 8.857 espectadores Árbitro(s): Jana Adamkova (República Checa) |

### Segunda fase
|  | Cuartos de final       | Cuartos de final   |                     |          | Semifinales  | Semifinales  |  |  | Final               | Final |
|  |                        |                    |                     |          |              |              |  |  |                     |       |
|  | Bakú, 4 de octubre     |                    |                     |          |              |              |  |  |                     |       |
|  |                        |                    |                     |          |              |              |  |  |                     |       |
|  | Nigeria                | 0 (3)              |                     |          |              |              |  |  |                     |       |
|  | Nigeria                | 0 (3)              | Bakú, 9 de octubre  |          |              |              |  |  |                     |       |
|  | Francia (p.)           | 0 (5)              |                     |          |              |              |  |  |                     |       |
|  | Francia (p.)           | 0 (5)              | Francia             | 2        |              |              |  |  |                     |       |
|  | Bakú, 5 de octubre     |                    | Francia             | 2        |              |              |  |  |                     |       |
|  |                        | Ghana              | 0                   |          |              |              |  |  |                     |       |
|  | Japón                  | Ghana              | 0                   | 0        |              |              |  |  |                     |       |
|  | Japón                  |                    | Bakú, 13 de octubre | 0        |              |              |  |  |                     |       |
|  | Ghana                  | 1                  |                     |          |              |              |  |  |                     |       |
|  | Ghana                  | 1                  | Francia (p.)        | 1 (7)    |              |              |  |  |                     |       |
|  | Bakú, 4 de octubre     |                    | Francia (p.)        | 1 (7)    |              |              |  |  |                     |       |
|  |                        | Corea del Norte    | 1 (6)               |          |              |              |  |  |                     |       |
|  | Corea del Norte        | Corea del Norte    | 1 (6)               | 2        |              |              |  |  |                     |       |
|  | Corea del Norte        | Bakú, 9 de octubre |                     | 2        |              |              |  |  |                     |       |
|  | Canadá                 | 1                  |                     |          |              |              |  |  |                     |       |
|  | Canadá                 | 1                  | Corea del Norte     | 2        | Tercer lugar | Tercer lugar |  |  |                     |       |
|  | Lankaran, 5 de octubre |                    | Corea del Norte     | 2        |              |              |  |  |                     |       |
|  |                        | Alemania           | 1                   |          |              |              |  |  |                     |       |
|  | Alemania               | Alemania           | 1                   | 2        | Ghana        | 1            |  |  |                     |       |
|  | Alemania               |                    |                     | 2        | Ghana        | 1            |  |  |                     |       |
|  | Brasil                 | 1                  |                     | Alemania | 0            |              |  |  |                     |       |
|  | Brasil                 | 1                  |                     |          | 0            |              |  |  |                     |       |
|  |                        |                    |                     |          |              |              |  |  | Bakú, 13 de octubre |       |
|  |                        |                    |                     |          |              |              |  |  |                     |       |

#### Cuartos de final
| 4 de octubre de 2012, 17:00 | Corea del Norte    | 2:1 (0:0) | Canadá       | 8 km Stadium, Bakú                                               |                                                                  |
|                             | Ri Un Sim 78', 87' | Reporte   | Prince 90+1' | Asistencia: 6.852 espectadores Árbitro(s): Morag Pirie (Escocia) | Asistencia: 6.852 espectadores Árbitro(s): Morag Pirie (Escocia) |

| 4 de octubre de 2012, 20:00 | Nigeria                             | 0:0 (3:5 p.)               | Francia                                                  | 8 km Stadium, Bakú                                                       |                                                                          |
|                             |                                     | Reporte                    |                                                          | Asistencia: 6.852 espectadores Árbitro(s): Ri Hyang Ok (Corea del Norte) | Asistencia: 6.852 espectadores Árbitro(s): Ri Hyang Ok (Corea del Norte) |
|                             |                                     | Tiros desde el punto penal |                                                          |                                                                          |                                                                          |
|                             | Emenayo · Nnodim · Ofoegbu · Biahwo |                            | Toletti · Declercq · Mbock Bathy · Cascarino · Romanelli |                                                                          |                                                                          |

| 5 de octubre de 2012, 17:00 | Alemania                  | 2:1 (1:1) | Brasil       | 8 km Stadium, Lankaran                                               |                                                                      |
|                             | Däbritz 31' · Knaak 90+2' | Reporte   | Djenifer 13' | Asistencia: 2.762 espectadores Árbitro(s): Alondra Arellano (México) | Asistencia: 2.762 espectadores Árbitro(s): Alondra Arellano (México) |

| 5 de octubre de 2012, 20:00 | Japón | 0:1 (0:0) | Ghana       | 8 km Stadium, Bakú                                                   |                                                                      |
|                             |       | Reporte   | Sumaila 53' | Asistencia: 2.762 espectadores Árbitro(s): Kateryna Monzul (Ucrania) | Asistencia: 2.762 espectadores Árbitro(s): Kateryna Monzul (Ucrania) |

#### Semifinales
| 9 de octubre de 2012, 17:00 | Francia        | 2:0 (1:0) | Ghana | 8 km Stadium, Bakú                                                    |                                                                       |
|                             | Diani 31', 89' | Reporte   |       | Asistencia: 4.651 espectadores Árbitro(s): Cardella Samuels (Jamaica) | Asistencia: 4.651 espectadores Árbitro(s): Cardella Samuels (Jamaica) |

| 9 de octubre de 2012, 20:00 | Corea del Norte       | 2:1 (1:0) | Alemania  | 8 km Stadium, Bakú                                           |                                                              |
|                             | Kim So Hyang 39', 47' | Reporte   | Knaak 59' | Asistencia: 4.651 espectadores Árbitro(s): Claudia Umpiérrez | Asistencia: 4.651 espectadores Árbitro(s): Claudia Umpiérrez |

#### Tercer puesto
| 13 de octubre de 2012, 17:00 | Ghana      | 1:0 (1:0) | Alemania | Tofig Bahramov Stadium, Bakú                                                |                                                                             |
|                              | Okyere 38' | Reporte   |          | Asistencia: 27.128 espectadores Árbitro(s): Jana Adamkova (República Checa) | Asistencia: 27.128 espectadores Árbitro(s): Jana Adamkova (República Checa) |

#### Final
| 13 de octubre de 2012, 20:00 | Francia                                                                             | 1:1 (1:0) (7:6 p.)         | Corea del Norte | Tofig Bahramov Stadium, Bakú                                         |                                                                      |
|                              | Declercq 33'                                                                        | Reporte                    | Ri Un Sim 79' | Asistencia: 27.128 espectadores Árbitro(s): Carina Vitulano (Italia) | Asistencia: 27.128 espectadores Árbitro(s): Carina Vitulano (Italia) |
|                              |                                                                                     | Tiros desde el punto penal | |                                                                      |                                                                      |
|                              | Toletti · Declercq · Mbock Bathy · Romanelli · Cascarino · Bruneau · Carage · Diani |                            | Kim Un Hwa · Choe Chung Bok · Choe Yun Gyong · Kim Hyang Mi · Ri Kyong Hyang · Ri Un Sim · Ri Kum Suk · Ri Un Yong |                                                                      |                                                                      |

|                             |
| Bandera de Francia          |
| Campeón Francia 1.er título |

## Estadísticas
| Equipo | Equipo          | Pts | PJ | PG | PE | PP | GF | GC | Dif | Rend   |
| ------ | --------------- | --- | -- | -- | -- | -- | -- | -- | --- | ------ |
| 1      | Francia         | 10  | 6  | 2  | 4  | 0  | 14 | 4  | 10  | 60.00% |
| 2      | Corea del Norte | 12  | 6  | 3  | 3  | 0  | 18 | 5  | 13  | 73.33% |
| 3      | Ghana           | 12  | 6  | 4  | 0  | 2  | 10 | 4  | 6   | 60.00% |
| 4      | Alemania        | 10  | 6  | 3  | 1  | 2  | 11 | 8  | 3   | 66.66% |
| 5      | Japón           | 9   | 4  | 3  | 0  | 1  | 17 | 1  | 16  | 75.00% |
| 6      | Nigeria         | 8   | 4  | 2  | 2  | 0  | 15 | 1  | 14  | 66.66% |
| 7      | Canadá          | 7   | 4  | 2  | 1  | 1  | 4  | 3  | 1   | 58.33% |
| 8      | Brasil          | 6   | 4  | 2  | 0  | 2  | 6  | 10 | -4  | 50.00% |
| 9      | Estados Unidos  | 5   | 3  | 1  | 2  | 0  | 7  | 1  | 6   | 55.55% |
| 10     | China           | 4   | 3  | 1  | 1  | 1  | 5  | 3  | 2   | 44.44% |
| 11     | Colombia        | 3   | 3  | 1  | 0  | 2  | 4  | 4  | 0   | 33.33% |
| 12     | México          | 3   | 3  | 1  | 0  | 2  | 1  | 10 | -9  | 33.33% |
| 13     | Nueva Zelanda   | 0   | 3  | 0  | 0  | 3  | 3  | 8  | -5  | 0%     |
| 14     | Uruguay         | 0   | 3  | 0  | 0  | 3  | 2  | 14 | -12 | 0%     |
| 15     | Azerbaiyán      | 0   | 3  | 0  | 0  | 3  | 0  | 16 | -16 | 0%     |
| 16     | Gambia          | 0   | 3  | 0  | 0  | 3  | 2  | 27 | -25 | 0%     |

## Premios

### Jugadora más valiosa
El Balón de Oro se otorga a la mejor jugadora de la competición, quien es escogida por un grupo técnico de FIFA basándose en las actuaciones a lo largo de la competencia, para la evaluación son tomados en cuenta varios aspectos como las capacidades ofensivas y defensivas, los goles anotados, las asistencias a gol, el liderazgo para con su equipo, el comportamiento de la jugadora y la instancia a donde llegue su equipo. La segunda mejor jugadora se lleva el Balón de Plata y la tercera el Balón de Bronce.
| Premio          |                 | Jugadora            | Selección       |
| --------------- | --------------- | ------------------- | --------------- |
| Balón de Oro    | Balón de Oro    | Griedge Mbock Bathy | Francia         |
| Balón de Plata  | Balón de Plata  | Ri Hyang Sim        | Corea del Norte |
| Balón de Bronce | Balón de Bronce | Yui Hasegawa        | Japón           |

### Goleadoras del Torneo
La Bota de Oro, es el premio para la mayor goleadora del mundial, para escoger a la ganadora, se toman en cuenta en primera instancia y ante todo, los goles anotados, y en caso de empate son tomadas en cuenta las asistencias de goles realizadas y finalmente quien tenga la mayor cantidad de goles en la menor cantidad de minutos jugados y por tanto mayor efectividad. La segunda mayor goleadora se lleva la Bota de Plata y la tercera la Bota de Bronce.
| Premio         |                | Jugadora         | Selección       | Goles |
| -------------- | -------------- | ---------------- | --------------- | ----- |
| Bota de Oro    | Bota de Oro    | Ri Un Sim        | Corea del Norte | 8     |
| Bota de Plata  |                | Chinwendu Iheuzo | Nigeria         | 6     |
| Bota de Bronce | Bota de Bronce | Halimatu Ayinde  | Nigeria         | 4     |

### Mejor Portera
El Guante de Oro, es el premio a la mejor portera de la Copa del mundo, y es otorgado por un grupo técnico de FIFA, que evalúa a todas las jugadoras de esa posición, basándose en las actuaciones a lo largo de la competencia.
| Premio        |               | Jugadora       | Selección |
| ------------- | ------------- | -------------- | --------- |
| Guante de Oro | Guante de Oro | Rumane Bruneau | Francia   |

### Juego limpio
El Premio al Juego Limpio de la FIFA, es otorgado por un grupo técnico de la FIFA para el equipo con el mejor récord de juego limpio, es decir aquel equipo que cumule menos faltas, menos tarjetas amarillas y rojas, así como aquel equipo con mayor respeto hacia el árbitro, hacia los contrarios y hacia el público. Todos estos aspectos son evaluados, a través de un sistema de puntos y criterios establecidos por el Reglamento de la competencia.
| Premio                            |  | Selección |
| --------------------------------- |  | --------- |
| Premio al Juego Limpio de la FIFA |  | Japón     |